# Заміж у високосний рік
Заміж у високосний рік (англ. Leap Year) — американська романтична комедія британського режисера Ананда Такера.
Фільм був знятий завдяки згуртованій роботі кінематографістів з США та Ірландії.
Світова прем'єра стрічки відбулася 6 січня 2010 року в Нью-Йорку.

## Сюжет
Згідно з ірландською легендою, раз на чотири роки, у високосний рік, 29 лютого, дівчина, яка опинилась в Ірландії з коханим, котрий ніяк не наважиться освідчитись їй, може сама запропонувати йому руку й серце. Саме це вирішує зробити декоратор квартир Анна Бреді (Емі Адамс), яка їде за коханим Джеремі Слоаном з Бостона у Дублін.
Але погода змінює її плани, і щоб здійснити задумане, їй доводиться вдатися до допомоги буркотливого ірландця Деклана О'Каллаґана (Метью Ґуд) — господаря готелю. Разом з ним героїня змушена подорожувати через всю країну, щоб встигнути вчасно зробити пропозицію коханому. Парочка переживає купу пригод і вже незрозуміло, чи слід Анні дотримуватися початкового плану. Поступово Анна починає розуміти справжню цінність людських відносин і починає сумніватися у правильності свого вибору.

## У ролях
| Актор               | Роль              |
| ------------------- | ----------------- |
| Емі Адамс           | Анна Бреді        |
| Метью Ґуд           | Деклан О'Каллаґан |
| Адам Скотт          | Джеремі Слоан     |
| Джон Літґоу         | Джек Бреді        |
| Домінік МакЕлліґот  | наречена          |
| Кейтлін Олсон       | Ліббі             |
| Ноель О'Донован     | Шеймус            |
| Пет Лаффан          | Донал             |
| Алан Девлін         | Джо               |
| Меґґі МакКарті      | Еллін             |
| Марсія Воррен       | Адель             |
| Майкл Дж. Рейнольдс | Джером            |
| Тоні Рор            | Франк             |
| Ієн Мак-Елгінні     | священник         |